# Jankowce (Wołyń)
Jankowce – dawna wieś w gminie Bereźce, w powiecie lubomelskim na Wołyniu. Zniszczona 30 sierpnia 1943 podczas rzezi wołyńskiej.